# NEMO (Amsterdam)
El Science Center Nemo és un centre de ciències de la ciutat d'Amsterdam als Països Baixos. Està localitzat a l'Oosterdok a Amsterdam-Centrum, entre l'Oosterdokseiland i Kattenburg. El museu té els seus orígens el 1923 i, des de 1997, és en un edifici dissenyat per Renzo Piano. Té cinc plantes d'exposicions interactives de ciències i és el major centre de ciències dels Països Baixos. Amb més de 500.000 visitants a l'any és el cinquè museu més visitat dels Països Baixos.

## Història
El museu té origina de 1923, quan l'artista Herman Heijenbrock va fundar el Museum van den Arbeid (Museu del Treball) a Rozengracht, Amsterdam. El 1954 va canviar de nom i esdevé Nint o Nederlands Instituut voor Nijverheid en Techniek (Institut Neerlandès del Treball i la Tecnologia) i, el 1997, va tornar a canviar de nom, en aquest cas newMetropolis. El nom actual, Science Center Nemo, data del 2000.

## Exposicions

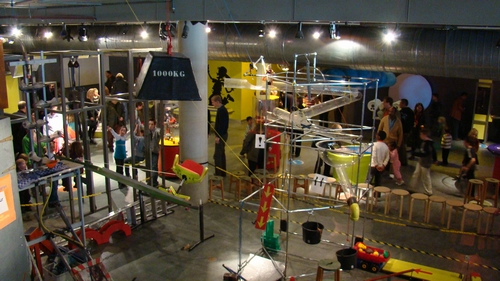
La 'reacció en cadena' en la primera planta del museu.

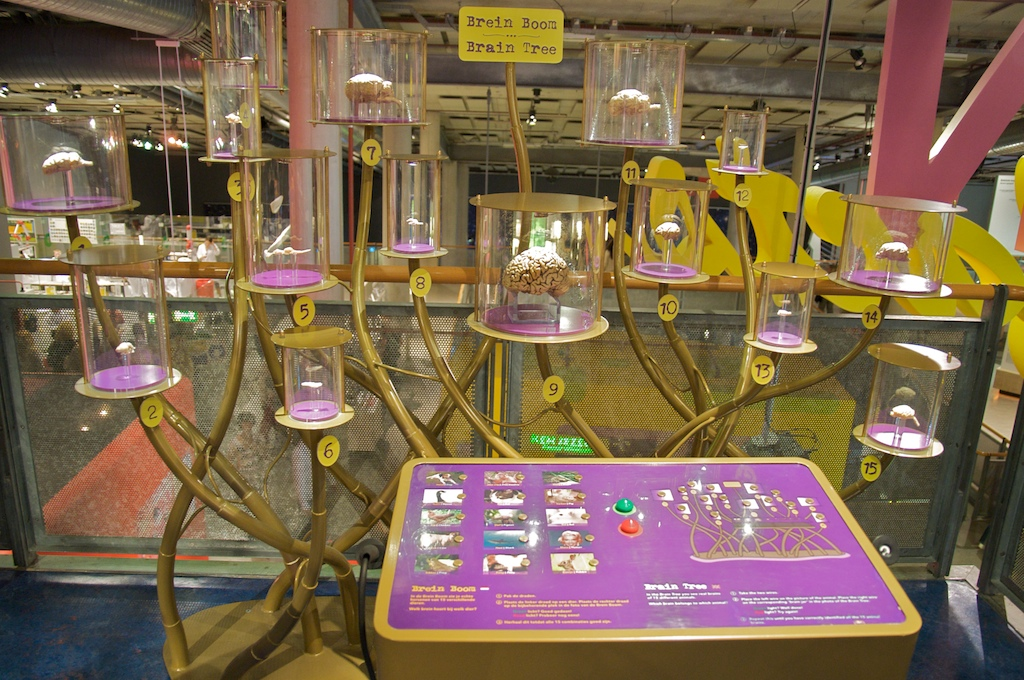
Exposició sobre cervells animals en la quarta planta del museu.

Al lobby hi ha una petita cafeteria i una botiga de regals on es venen còpies a escala reduïda d'algunes atraccions de Nemo, com el gran dòmino i els experiments amb l'ADN.
Els principals temes de la primera planta són l'ADN i les reaccions en cadena. Conté una sala amb grans dominós i andròmines com una gran campana i un cotxe volador. També en la primera planta hi ha un espectacle d'una mitja hora que mostra una gran reacció en cadena.
A la segona planta hi ha una fàbrica de boles on es manen petites boles de plàstic a un circuit on els participants les agrupen per pes, grandària i color i llavors la manen a una instal·lació d'embalatge on s'empaqueten en petites caixes de metall. Hi ha cinc estacions en les quals els visitants peguen codis de barres magnètics en les caixes i les manen perquè comencin de nou el circuit. En aquesta planta hi ha també una petita cafeteria i una sala de projeccions i actuacions on es fan diversos actes i es projecten pel·lícules sobre ciència. La segona planta conté exposicions sobre el cicle de l'aigua, l'electricitat i metalls i edificis.
La tercera planta conté un gran laboratori de ciències on els visitants poden fer experiments com provar vitamina C en diverses substàncies i veure l'ADN. També hi ha una petita secció sobre diners i negocis.
En la quarta planta hi ha una secció sobre la ment humana amb problemes de lògica, i tests de memòria i els sentits. Aquesta planta és bastant fosca, la qual cosa augmenta el misteri dels voltants. La cinquena planta o plataforma superior conté una cafeteria, una zona de jocs per a nens i ofereix bones vistes de la ciutat.